# تاريخ أتلتيكو مدريد
تاريخ نادي أتلتيكو مدريد يمتد لأكثر من قرن منذ تأسيسه في 1903، ويُعد أحد أكثر الأندية شهرة ونجاحًا في إسبانيا وأوروبا. بدأ النادي كفرع لأتلتيك بيلباو، لكنه سرعان ما كوّن هويته المستقلة، واشتهر بألوانه الحمراء والبيضاء. خلال تاريخه، شهد أتلتيكو فترات من التألق والتراجع، فاز خلالها بالعديد من الألقاب المحلية والقارية، وكان دائمًا منافسًا شرسًا على البطولات.

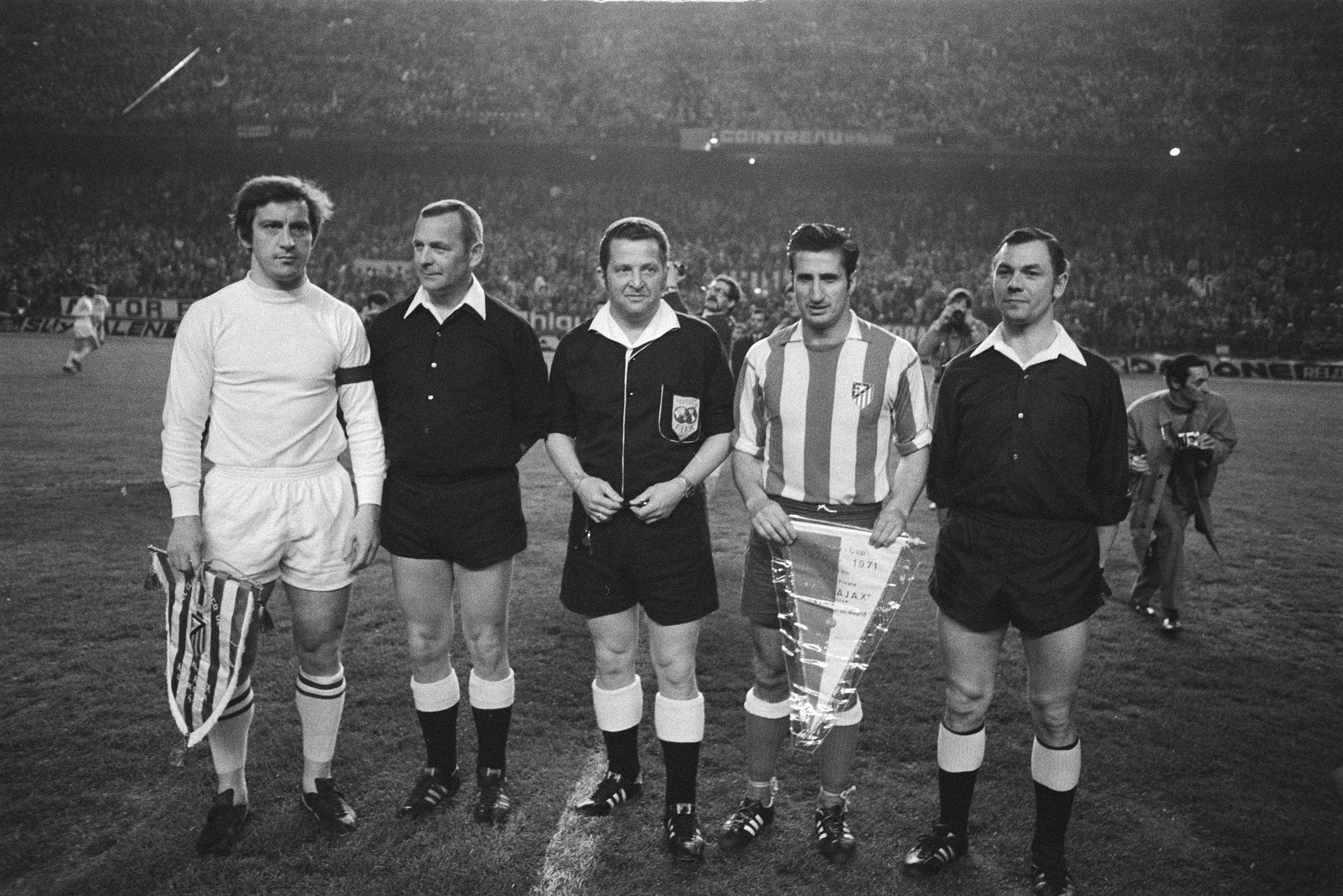
أتلتيكو مدريد يهزم أياكس 1–0 في ذهاب نصف نهائي دوري الأبطال 1971.

عُرف النادي بروحه القتالية، وجماهيره الوفية، ومبارياته النارية ضد خصومه التقليديين، وخصوصًا ريال مدريد في ديربي مدريد. وقد مر الفريق بتحولات كبيرة، من عصر الاضطراب الإداري والهبوط، إلى عهد الاستقرار والتألق مع المدرب دييغو سيميوني، الذي أعاد النادي إلى مصاف النخبة في كرة القدم العالمية.

## التاريخ

### البدايات
قام ثلاثة طلبة باسكيين بتأسيس النادي عام 1903، وهم غورتازار، أزتورتشا، وأبدون. وكان اسم النادي Athletic Club de Madrid (نادي مدريد الرياضي). كان جزء من أثلتيك بلباو. في عام 1904 انضم مؤسسو النادي للأعضاء المعارضين لنادي مدريد لكرة القدم. بدأ الفريق باللعب بالزي الأزرق والأبيض، كما كان نادي أثلتيك بلباو، ولكن في عام 1911 أصبح الفريق يلعب بنفس الزي الحالي له. استقل الفريق عن أثلتيك بلباو في عام 1923، وتم بناء ملعب خاص بالنادي. كان الفريق من أوائل من لعب بالدوري الإسباني. في 1939 دمج النادي مع أفياسيون ناسيونال من سرقسطة وتم تغيير اسم النادي إلى أتلتيك أفياسيون مدريد. تأسس أفياسيون ناسيونال في 1939 بواسطة القوة الجوية الإسبانية. في 1947 تم تغيير اسم النادي إلى مسماه الحالي وهو أتلتيكو مدريد.

### العصر الذهبي 1947–1965
تحت قيادة هيلينيو هيريرا وبمساعدة العربي بن مبارك، ربح أتلتيكو الليغا ثانية في 1950–51. بعد مغادرة هيريرا في 1953، بدأ الأتلتيكو مع ريال مدريد، برشلونة وأثلتيك بلباو ولبقيّة فترة الخمسينات صراعاً على اللقب الثالث في الدوري الإسباني.
في الستّينات والسبعينات، تصارع أتلتيكو مدريد مع برشلونة بجدية لحجز المركز الثاني. في 1957–58 قاد فرناندو داوسيك الأتلتيكو لنيل المركز الثاني في الليغا. هذه النتيجة جعلت الأتلتيكو يتأهّل لكأس أوروبا موسم 1958–59. بجهود قلب الهجوم البرازيلي فافا وإنريكي كويار، وصل الأتلتيكو إلى الدور نصف النهائي بعد أن هزموا نادي درومكوندرا، سسكا صوفيا وشالكه. في النصف النهائي قابلوا ريال مدريد، وفاز ريال مدريد على أرضه 2–1 في ملعب سانتياغو برنابيو بينما فاز الأتلتيكو 1–0 في ملعب ميتروبوليتانو. التعادل أجبر الفريقين على لعب مباراة فاصلة وفاز بها ريال مدريد 2–1 في سرقسطة.
على أية حال، أتلتيكو انتقم لنفسه عندما قادهم مدرب ريال مدريد السابق خوسيه فيلالونغا للفوز بكأس إسبانيا بعد أن دحروا ريال مدريد في سنتين متتاليتين 1960 و1961. في 1962 ربح الأتلتيكو كأس الكؤوس الأوروبية بعد فوزهم 3–0 على فيورنتينا الإيطالي. في عام 1963 وصلوا لنهائي نفس المسابقة مرة ثانية، لكن هذه المرة خسروا أمام توتنهام هوتسبير الإنجليزي بنتيجة 5–1. واستمر إنريكي كويار في لعبه دوراً مؤثراً في الفريق وانضم إليه لاعب الوسط ميغيل خونيز وصانع الألعاب أديلاردو.
لسوء حظ الفريق تزامنت الفترة الثانية من عصر أتلتيكو الذهبي مع أعظم فترة في تاريخ ريال مدريد بين 1961 و1980، حيث سيطر ريال مدريد على الليغا واستطاع الفوز بها في هذه الفترة 14 مرة. وطوال هذه المدة كان الأتلتيكو هو المنافس الوحيد الحقيقي لريال مدريد وربح الليغا أعوام 1966، 1970، 1973 و1977. الأتلتيكو كان أيضاً منافساً في كأس ملك إسبانيا 1961، 1963 و1965 وربحوا كأس الجنرال ثانية في 1965، 1972 و1976. وقد استطاع أتلتيكو عام 1965 أن ينهي الليغا كبطل حقيقي بعد صراع قوي مع ريال مدريد وأصبح وقتها الفريق الأول الذي يهزم ريال مدريد في ملعب سانتياغو بيرنابيو منذ 8 سنوات متتالية.

### الوصول إلى نهائي كأس أوروبا 1965–1974
تواجد في هذه الحقبة من عمر النادي الكثير من اللاعبين المميزين وكان أبرزهم المخضرم ألديرادو والهداف لويس أراغونيس بالإضافة إلى كل من خافيير إيراروتا وخوسيه إيلاجيو غاراتي الذي فاز بجائزة هداف الدوري الإسباني (البيتشيشي) في ثلاث سنوات متتالية (1969، 1970 و1971). في السبعينات قام الأتلتيكو بالاستعانة بخدمات العديد من اللاعبين الأرجنتينيين كروبن أيالا، بيناديرو دياز ورامون هيريديا، كما تعاقد الفريق مع المدرب الأرجنتيني خوان كارلوس لورنزو الذي كان يحبذ طريقة اللعب التي تتمثل بالانضباط الشديد، الحذر الدفاعي وإرباك الخصوم من خلال إيقاف مفاتيحهم وطريقة لعبهم، وبالرغم من بعض الجدل الذي دار حول هذه الطريقة إلا أنها أثبتت نجاحها بأكثر من مناسبة حيث استطاع الفريق وبعد فوزه باللقب المحلي عام 1973 الوصول لنهائي كأس أوروبا (دوري أبطال أوروبا حالياً) عام 1974، وفي طريقه إلى النهائي أخرج الفريق العاصمي الإسباني كل من غلطة سراي، دينامو بوخارست، ريد ستار بلغراد وسلتيك. وقد واجه أتلتيكو في النهائي الذي أقيم في ملعب الهايسل فريق بايرن ميونخ الألماني الذي كان يمر في ذلك الوقت بأحد أفضل مراحله التاريخية ويضم نجوم من نوعية فرانز بيكنباور، سيب ماير، غيرد مولر، بول برايتنر وأولي هونيس. لكن رغم قوة البايرن إلا أن أتلتيكو قدم مباراة نهائية كبيرة واستطاع انتزاع التعادل في المباراة الأولى قبل أن يخسر في مباراة الإعادة بنتيجة 4–0 حيث أحرز كل من مولر وهونيس هدفين.

### الدوري الإسباني والنجاحات الأوروبية (2009–)

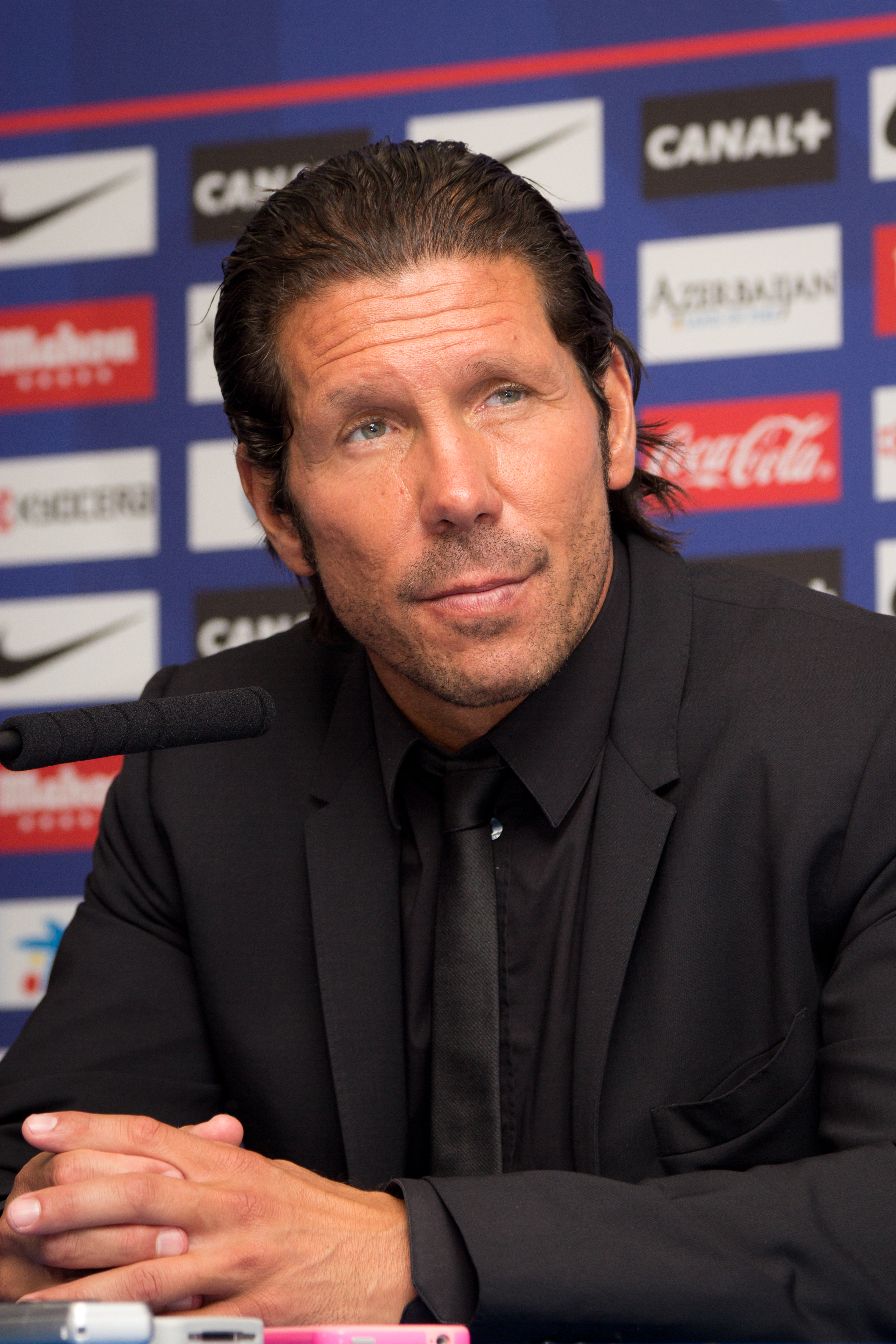
دييغو سيميوني – مدرب النادي منذ ديسمبر 2011

تغيرت أحوال النادي مع وصول المدرب كيكي فلوريس، فعلى الرغم من التأخر بالدوري في موسم 2009–10 إلا أن النادي استطاع الفوز بلقب الدوري الأوروبي لعام 2010 بعد تغلبه على ناديين إنجليزيين هما ليفربول في نصف النهائي ومن ثم على فولهام في النهائي الذي أقيم في النوردبانك أرينا في هامبورغ حيث سجل نجم الفريق وقتها المهاجم الأوروغواياني دييغو فورلان هدفين ليقود الأتلتيكو للفوز بالمباراة والبطولة بنتيجة 2–1.
هذا الفوز الأوروبي كان الأول لأتلتيكو مدريد منذ فوزهم بكأس الكؤوس الأوروبية عام 1962، كما استطاعوا بلوغ نهائي كأس املك إسبانيا في التاسع عشر من مايو 2010 ليواجهوا إشبيلية الذي استطاع هزيمتهم بنتيجة 2–0 في المباراة التي أقيمت على ملعب الكامب نو في برشلونة. بعد الفوز بالدوري الأوروبي تأهل الفريق ليلعب مباراة كأس السوبر الأوروبي لعام 2010 حيث استطاع الحصول على الكأس إثر فوزه على نادي الإنتر الإيطالي بواقع 2–0 حيث سجل الهدفين كلٌ من خوسيه أنطونيو رييس وسيرخيو أغويرو.
في موسم 2010–11 لم يكن موسماً موفقاً للفريق الإسباني العاصمي حيث أنهى الدوري بالمركز السابع وخرج من ربع نهائي كأس ملك إسبانيا ومن مرحلة المجموعات في الدوري الأوروبي مما أدى لإقالة المدرب كيكي سانشيز فلوريس قبل مراحل قليلة من نهاية الموسم واستبداله بمدرب إشبيلية السابق غريغوريو مانزانو الذي استطاع تأمين حصول النادي على آخر المراكز الإسبانية المؤهلة للدوري الأوروبي، لكن وبعد بداية ضعيفة لمانزانو في موسم 2011–12 تم في شهر ديسمبر 2011 استقدام الأرجنتيني دييغو سيميوني ليحل محله كمدير فني للنادي.
استطاع سيميوني قيادة النادي لثاني لقب في الدوري الأوروبي خلال ثلاث سنوات فقط، حيث تغلب الفريق في النهائي الذي لعب في بوخارست في 9 مايو 2012 على مواطنه أثلتيك بلباو بنتيجة 3–0 حيث سجل الكولومبي راداميل فالكاو هدفين والبرازيلي دييغو ريباس هدف، ليتأهل النادي تلقائياً لخوض نهائي كأس السوبر الأوروبي لعام 2012 حيث تمكن الأتلتيكو من الإطاحة بتشيلسي الإنجليزي بنتجة 4–1 سجل منها راداميل فالكاو 3 أهداف كاملة في شوط المباراة الأول، في الموسم التالي استطاع النادي الفوز بلقب كأس ملك إسبانيا إثر فوزه على ريال مدريد في النهائي بنتيجة 2–1 بعد مباراة ساخنة جداً شهدت طرد لاعب من كل فريق، وبهذا الفوز تمكن أتلتيكو من إنهاء سلسلة من عدم الفوز على الريال في ديربي مدريد كانت قد امتدت لـ14 عاماً و25 مباراة، وتعتبر الفترة الزمنية الممتدة من مايو 2012 لغاية مايو 2013 من أفضل سنوات الأتلتيكو في الألفية الجديدة حيث استطاع الفوز بثلاث كؤوس خلال حوالي السنة (كأس الدوري الأوروبي، السوبر الأوروبي وكأس الملك الإسباني).
في 17 مايو 2014، تعادل 1–1 في كامب نو ضد برشلونة ليضمن لقب الدوري الإسباني لأتلتيكو، وهو الأول منذ عام 1996، وأول لقب منذ 2003–04 لم يفز به برشلونة أو ريال مدريد. بعد أسبوع واحد، واجه أتلتيكو منافسه في العاصمة ريال مدريد في أول نهائي دوري أبطال أوروبا له منذ عام 1974، وكان النهائي الأول بين فريقين من نفس المدينة. تقدموا في الشوط الأول عن طريق دييغو غودين وتقدموا حتى الدقيقة الثالثة من الوقت المحتسب بدل الضائع، عندما سجل سيرخيو راموس هدف التعادل من ركلة ركنية. ذهبت المباراة إلى الوقت الإضافي، وفاز الريال في النهاية بنتيجة 4–1. وصل أتلتيكو إلى نهائي دوري أبطال أوروبا للمرة الثانية في ثلاثة مواسم في 2015–16، وواجه ريال مدريد مرة أخرى، وخسر بركلات الترجيح بعد التعادل 1–1. في عام 2018، فازوا بلقب الدوري الأوروبي للمرة الثالثة في تسع سنوات بفوزهم على مارسيليا 3–0 في المباراة النهائية على بارك أولمبيك ليون في ليون، بفضل ثنائية أنطوان غريزمان وهدف من قائد النادي غابي في المباراة التي كانت الأخيرة له مع النادي. كما فاز أتليتكو بكأس السوبر الأوروبي مرة أخرى بعد فوزهم على ريال مدريد 4–2 في بداية الموسم التالي في أ. لي كوك أرينا في تالين. في 22 مايو 2021، حقق الفوز 1–2 على ملعب خوسيه زوريلا ضد بلد الوليد ليحققوا لقب الدوري الإسباني لأتلتيكو، بعد سبع سنوات من فوزهم الأخير. On في 16 أبريل 2024، تأهل الفريق إلى كأس العالم للأندية 2025 لأول مرة في تاريخ النادي، على الرغم من إقصائه من دوري أبطال أوروبا 2023–24، كما خرج برشلونة أيضًا، وكان أتلتيكو هو النادي الإسباني الأعلى تصنيفًا في تصنيف الاتحاد الأوروبي لكرة القدم لأربع سنوات.